# Morano sul Po
Morano sul Po (trong tiếng Piedmonte Muran) là một đô thị có dân số 1.587 người và diện tích là 17,7 km² ở tỉnh Alessandria trong vùng Piedmont của Ý.
Đô thị này cách khoảng 50 km về phía đông của thủ phủ vùng Torino và khoảng 35 km về phía tây bắc của tỉnh lỵ Alessandria. Các đô thị láng giềng là:
Balzola, Camino, Casale Monferrato, Coniolo, Costanzana (VC), Pontestura, và Trino (VC).